# Дик, Грэйди
Грэйди Рид Дик (англ. Gradey Reed Dick; род. 20 ноября 2003, Уичито, Канзас) — американский профессиональный баскетболист клуба НБА «Торонто Рэпторс».

## Карьера в средней школе
Дик пошел в среднюю школу в Уичито из одноименного города, штат Канзас, где он провёл два года. В последний год обучения в школе он набирал в среднем 20 очков за игру и дошел до плей-офф штата. Впоследствии он перешёл в христианскую академию Санрайз. Он играл за школу два года, набирая в среднем 18 очков за игру в старшем классе.
Его включили в списки участников Всеамериканской игры McDonald's. 22 марта 2022 года Дик был назван Игроком года по версии Gatorade.

## Карьера в колледже
В своем дебютном матче за «Канзас» Дик набрал 23 очка, 2 подбора, 2 перехвата и 1 передачу в победной игре над «Омахой» (89:64). Он был включен во вторую сборную конференции Big 12, а также в сборные новичков и первокурсников. Во время турнира NCAA 2023 года он выступил хорошо, набрав 19 очков, 11 подборов, 5 передач и 3 перехвата против «Ховарда».. На первом курсе он набирал в среднем 14,1 очка, 5,1 подбора и 1,7 передачи за игру. 31 марта 2023 года Дик подал заявку на участие в драфте НБА 2023 года.

## Карьера в НБА

### Торонто Рэпторс (2023—настоящее время)
«Торонто Рэпторс» выбрали Дика под общим 13 номером на драфте НБА 2023 года. Он дебютировал в Летней лиге НБА 2023 года 7 июля в проигрышной игре против «Чикаго Буллз» (74:83) с 10 очками, 4 подборами и 2 передачами. 15 июля 2023 года Дик набрал 21 очко, 5 подборов и 2 перехвата, что помогло «Торонто Рэпторс» выиграть со счетом 108:101 у «Голден Стэйт Уорриорз» в своей пятой игре Летней лиги.
23 ноября 2023 года «Рэпторс» перевели Дика в команду «Рэпторс 905» лиги Джи-Лиги. В своей первой игре против «Кэпитал-Сити Гоу-Гоу» (101:115) Дик реализовал 1 из 12 бросков, промазав все 6 трёхочковых и сделав 3 потери. 1 декабря 2023 года в победной игре над «Мэн Селтикс» он забросил 7 из 14 и реализовал 4 из 7 трехочковых. Это была первая победа «Рэпторс 905» в сезоне.
27 марта 2024 года во время проигрышного матча против «Нью-Йорк Никс» (101:145) Дик набрал рекордные на тот момент 23 очка. 10 апреля того же года во время проигрышного матча против «Бруклин Нетс» со счетом (102:106) Дик набрал рекордные 24 очка.
26 октября 2024 года в проигрышном матче против «Миннесота Тимбервулвз» (101:112) Дик набрал рекордные для себя 25 очков. Через 4 дня Дик обновил свой рекорд, набрав 30 очков в проигрышной игре против «Шарлотт Хорнетс» (133:138). В следующей игре он вновь обновил рекорд, набрав 31 очко проигрышном матче против «Лос-Анджелес Лейкерс» (125:131). 12 ноября Дик в матче против «Милуоки Бакс» набрал 32 очка, что стало рекордным показателем в его карьере.
В сезоне 2024/25 он выходил в старте в 54 матчах за «Торонто», набирая в среднем 14,4 очка, 3,6 подбора и 1,8 передачи. 4 апреля 2025 года Дик был выведен из состава до конца года из-за затянувшейся травмы правого колена.

## Карьера за сборную
Дик представлял США на чемпионате мира по баскетболу 3x3 среди юношей до 18 лет в Дебрецене в 2021 году. В среднем он набирал 3,2 очка и помог своей команде выиграть золотую медаль.

## Статистика

### Статистика в НБА
| Сезон                                                                                    | Команда | Регулярный сезон | Регулярный сезон | Регулярный сезон | Регулярный сезон | Регулярный сезон | Регулярный сезон | Регулярный сезон | Регулярный сезон | Регулярный сезон | Регулярный сезон | Регулярный сезон | Серия плей-офф | Серия плей-офф | Серия плей-офф | Серия плей-офф | Серия плей-офф | Серия плей-офф | Серия плей-офф | Серия плей-офф | Серия плей-офф | Серия плей-офф | Серия плей-офф |
| Сезон                                                                                    | Команда | GP               | GS               | MPG              | FG%              | 3P%              | FT%              | RPG              | APG              | SPG              | BPG              | PPG              | GP             | GS             | MPG            | FG%            | 3P%            | FT%            | RPG            | APG            | SPG            | BPG            | PPG            |
| ---------------------------------------------------------------------------------------- | ------- | ---------------- | ---------------- | ---------------- | ---------------- | ---------------- | ---------------- | ---------------- | ---------------- | ---------------- | ---------------- | ---------------- | -------------- | -------------- | -------------- | -------------- | -------------- | -------------- | -------------- | -------------- | -------------- | -------------- | -------------- |
| 2023/24                                                                                  | Торонто | 60               | 17               | 21,1             | 42,5             | 36,5             | 86,3             | 2,2              | 1,1              | 0,6              | 0,0              | 8,5              | Не участвовал  | Не участвовал  | Не участвовал  | Не участвовал  | Не участвовал  | Не участвовал  | Не участвовал  | Не участвовал  | Не участвовал  | Не участвовал  | Не участвовал  |
| 2024/25                                                                                  | Торонто | 54               | 54               | 29,4             | 41,0             | 35,0             | 85,8             | 3,6              | 1,8              | 0,9              | 0,2              | 14,4             | Не участвовал  | Не участвовал  | Не участвовал  | Не участвовал  | Не участвовал  | Не участвовал  | Не участвовал  | Не участвовал  | Не участвовал  | Не участвовал  | Не участвовал  |
|                                                                                          | Всего   | 114              | 71               | 25,0             | 41,6             | 35,6             | 85,9             | 2,9              | 1,5              | 0,7              | 0,1              | 11,3             | Не участвовал  | Не участвовал  | Не участвовал  | Не участвовал  | Не участвовал  | Не участвовал  | Не участвовал  | Не участвовал  | Не участвовал  | Не участвовал  | Не участвовал  |
| Наведите курсор мыши на аббревиатуры в заголовке таблицы, чтобы прочесть их расшифровку. |         |                  |                  |                  |                  |                  |                  |                  |                  |                  |                  |                  |                |                |                |                |                |                |                |                |                |                |                |

### Статистика в Джи-Лиге
| Сезон                                                                                    | Команда     | Регулярный сезон | Регулярный сезон | Регулярный сезон | Регулярный сезон | Регулярный сезон | Регулярный сезон | Регулярный сезон | Регулярный сезон | Регулярный сезон | Регулярный сезон | Регулярный сезон | Серия плей-офф | Серия плей-офф | Серия плей-офф | Серия плей-офф | Серия плей-офф | Серия плей-офф | Серия плей-офф | Серия плей-офф | Серия плей-офф | Серия плей-офф | Серия плей-офф |
| Сезон                                                                                    | Команда     | GP               | GS               | MPG              | FG%              | 3P%              | FT%              | RPG              | APG              | SPG              | BPG              | PPG              | GP             | GS             | MPG            | FG%            | 3P%            | FT%            | RPG            | APG            | SPG            | BPG            | PPG            |
| ---------------------------------------------------------------------------------------- | ----------- | ---------------- | ---------------- | ---------------- | ---------------- | ---------------- | ---------------- | ---------------- | ---------------- | ---------------- | ---------------- | ---------------- | -------------- | -------------- | -------------- | -------------- | -------------- | -------------- | -------------- | -------------- | -------------- | -------------- | -------------- |
| 2023/24                                                                                  | Рэпторс 905 | 11               | 11               | 34,7             | 36,4             | 28,2             | 86,4             | 3,7              | 2,2              | 0,7              | 0,3              | 14,8             | Не участвовал  | Не участвовал  | Не участвовал  | Не участвовал  | Не участвовал  | Не участвовал  | Не участвовал  | Не участвовал  | Не участвовал  | Не участвовал  | Не участвовал  |
|                                                                                          | Всего       | 11               | 11               | 34,7             | 36,4             | 28,2             | 86,4             | 3,7              | 2,2              | 0,7              | 0,3              | 14,8             | Не участвовал  | Не участвовал  | Не участвовал  | Не участвовал  | Не участвовал  | Не участвовал  | Не участвовал  | Не участвовал  | Не участвовал  | Не участвовал  | Не участвовал  |
| Наведите курсор мыши на аббревиатуры в заголовке таблицы, чтобы прочесть их расшифровку. |             |                  |                  |                  |                  |                  |                  |                  |                  |                  |                  |                  |                |                |                |                |                |                |                |                |                |                |                |

### Статистика в NCAA
| Сезон | Команда | Conf   | Class | GP | GS | MPG  | FG%  | 3P%  | FT%  | RPG | APG | SPG | BPG | PPG  |
| --- | ------- | ------ | ----- | -- | -- | ---- | ---- | ---- | ---- | --- | --- | --- | --- | ---- |
| 2022/23 | Канзас  | Big 12 | FR    | 36 | 36 | 32,7 | 44,2 | 40,3 | 85,4 | 5,1 | 1,7 | 1,4 | 0,3 | 14,1 |
| Всего | Всего   | Всего  | Всего | 36 | 36 | 32,7 | 44,2 | 40,3 | 85,4 | 5,1 | 1,7 | 1,4 | 0,3 | 14,1 |
| Наведите курсор мыши на аббревиатуры в заголовке таблицы, чтобы прочесть их расшифровку Статистика приведена с сайта sports-reference.com |         |        |       |    |    |      |      |      |      |     |     |     |     |      |

## Личная жизнь
Дик — христианин.
17 июля 2023 года Дик подписал многолетний контракт с Adidas.
Его мать, Кармен Дик, играла в баскетбол в колледже за «Айову».